# Floetry
Floetry, es un dúo británico de neo soul londinense formado por Marsha Ambrosius y Natalie Stewart. Surgieron a mediados de los 90 como compositoras, escribiendo temas para Michael Jackson, Jill Scott, Bilal y Glenn Lewis entre otros. 

## Discografía
| Año  | Título        | Discográfica |
| ---- | ------------- | ------------ |
| 2002 | Floetic       | Dreamworks   |
| 2003 | Floacism Live | Dreamworks   |
| 2005 | Flo' Ology    | Dreamworks   |

- Datos: Q3937955
- Multimedia: Floetry / Q3937955